# Brasão de armas da Serra Leoa
O brasão de armas da Serra Leoa (juntamente com a bandeira) foi concebido pelo College of Arms e concedido em 1960. O escudo mostra um leão sob uma linha em zigue-zague, que representa a Serra Leoa, da qual deriva o nome do país. Também se pode ver três tochas que pretendem simbolizar educação e progresso. No fundo do escudo, linhas onduladas azuis e brancas representam o mar. Os suportes do escudo são leões, semelhantes aos do emblema colonial. As três principais cores do escudo - verde, branco e azul - serviram para constituir a bandeira. O verde representa a agricultura e os recursos naturais, o azul o Porto de Freetown, e o branco, unidade e justiça. Na base do todo está o lema: Unidade, Liberdade, Justiça.